# Lars Boom (acteur)
 (octobre 2018).
Si vous disposez d'ouvrages ou d'articles de référence ou si vous connaissez des sites web de qualité traitant du thème abordé ici, merci de compléter l'article en donnant les références utiles à sa vérifiabilité et en les liant à la section « Notes et références ».
Lars Boom, né le 17 novembre 1946 à  Weesp, est un acteur et scénariste néerlandais.

## Filmographie

### Acteur
- 1992 : Spijkerhoek : Ruud
- 1994 : Onderweg naar Morgen : Hans Visser
- 1995 : Goede tijden, slechte tijden : Michiel de Wijs
- 1995 : Het Zonnetje in Huis : Opdrachtgever

### Scénariste
- 2011 : Shadow & moi de Steven de Jong[2]
- 2014 : Those Were the Days de Ineke Houtman[3]
- 2015 : Michiel de Ruyter de Roel Reiné: co-scénarisé avec Alex van Galen[4]
- 2015 : Monkey Business from A to Z de Johan Nijenhuis : co-scénarisé avec Maarten Lebens[5]